# Nikolaj Andrianov
Nikolaj Jefimovič Andrianov, rusky Николай Ефимович Андрианов (14. říjen 1952 Vladimir – 21. březen 2011 Vladimir) byl ruský gymnasta reprezentující Sovětský svaz. Je jedním z nejúspěšnějších gymnastů historie.
Přivezl 15 medailí ze tří olympijských her, což je rekord mezi muži. Sedm z nich bylo zlatých, jedna z Mnichova 1972 (prostná), tři z Montrealu 1976 (prostná, kůň, víceboj) a tři z Moskvy 1980 (kruhy, kůň, družstva). K tomu 5 stříbrných a tři bronzové medaile. Má také čtyři zlata a sedm stříbrných medailí ze světových šampionátů. Roku 1976 byl v Sovětském svazu zvolen Sportovcem roku.
S gymnastikou začal ve dvanácti letech (roku 1964), což je na gymnastiku poměrně pozdě. Vedl ho trenér Nikolaj Tolkačov. Mezinárodní kariéru započal na evropském šampionátu roku 1971, kam byl povolán jako náhradník a přesto přivezl šest medailí. Na olympiádě v Moskvě skládal za všechny sportovce olympijský slib během zahajovacího ceremoniálu, tam také ukončil svou sportovní kariéru. Poté trénoval mládež, v letech 1981-92 vedl jako trenér mužský juniorský tým SSSR, v letech 1990-92 mužský národní tým, a v letech 1990-93 byl též prezidentem Sovětské (posléze ruské) gymnastické federace. Roku 1994 přijal nabídku z Japonska, aby se věnoval vedení zdejší gymnastické mládeže. Pracoval v Japonsku až do roku 2002 a měl zásadní podíl na vzmachu japonské gymnastiky. Poté se vrátil do Ruska a vedl sportovní školu v rodném Vladimiru. V roce 2010 mu byla diagnostikováno degenerativní neurologické onemocnění. Zemřel rok poté, v 58 letech.
Roku 1974 použil k seskoku z kruhů jako první gymnasta v mezinárodní soutěži trojnásobné salto.
Jeho manželkou byla sportovní gymnastka Ljubov Burdová. Vzali se roku 1973 a měli dva syny.